# Ute Müller-Doblies
Dr. Ute Müller-Doblies ( 1938 ) es una botánica sistemática alemana .
Sus principales áreas científicas de interés son las Bryophyta, las Spermatophyta, Monocotiledóneas, Amaryllidaceae, Colchicaceae, Hyacinthaceae.
Desarrolla su actividad científica en el Herbario de la Universidad Técnica de Berlín, en colaboración con Dietrich Müller-Doblies (D.Müll.-Doblies.).

## Algunas publicaciones
- k. weichhardt-Kulessa, t. Börner, j. Schmitz, u. Müller-Doblies, d. Müller-Doblies. 2000. Controversial taxonomy of Strumariinae (Amaryllidaceae) investigated by nuclear rDNA (ITS) sequences. Plant Systematics and Evolution (Ausgabe 00004/2000)

- c. Neinhuis, u. Muller-Doblies, d. Muller-Doblies. 1996. Psammophora and other sand-coated plants from southern Africa. In: Feddes repertorium. - vol. 107

## Libros
- u. Müller-Doblies, d. Müller-Doblies. 2008. A partial revision of the tribe Massonieae (Hyacinthaceae) 1. Survey, including three novelties from Namibia: A new genus, a second species in the monotypic Whiteheadia, and a new combination in Massonia. Feddes Repertorium 108 ( 1-2): 49 - 96

- ------------------------. 1970. Über die Blütenstände und Blüten sowie zur Embryologie von Sparganium (con 7 planchas, 90 ilustraciones, 3 tablas en el texto). Editor Naturwiss. F. 92 pp.

### Capítulos de libros
- Redouté, PJ († 1759-1840). The lilies. Taschen, Köln, Alemania. 2000. 1 vol. (en, fr, al)

- La abreviatura «U.Müll.-Doblies» se emplea para indicar a Ute Müller-Doblies como autoridad en la descripción y clasificación científica de los vegetales.[2]